# Макграт (Минесота)
Макграт (енгл. McGrath) град је у америчкој савезној држави Минесота.

## Демографија
По попису из 2010. године број становника је 80, што је 15 (23,1%) становника више него 2000. године.
| Група             | 2000.      | 2010.      |
| Белци             | 55 (84,6%) | 77 (96,3%) |
| Афроамериканци    | 1 (1,5%)   | 0 (0,0%)   |
| Азијати           | 1 (1,5%)   | 0 (0,0%)   |
| Хиспаноамериканци | 10 (15,4%) | 0 (0,0%)   |
| Укупно            | 65         | 80         |